# Heliconius zelinde
Heliconius zelinde är en fjärilsart som beskrevs av Butler 1869. Heliconius zelinde ingår i släktet Heliconius och familjen praktfjärilar. Inga underarter finns listade i Catalogue of Life.